# 三毛猫ホームズの心中海岸
『三毛猫ホームズの心中海岸』（みけねこホームズのしんじゅうかいがん）は、日本の小説家赤川次郎によって1993年に発表された三毛猫ホームズシリーズの長編推理小説である。

## あらすじ
山川広治という人物が女性と無理心中した。晴美は、彼らの死体が発見される前日に、山川と彼の連れの女性を見かけていたのだが、山川と一緒に死んでいた女性は、前日の連れの女性ではなかった。さらに、山川も殺害された疑いが浮上する。しかも、山川は、巨大財閥グループの火枝家の一人で、そこの娘のみゆきが片山のことを好きになってしまい、二人は結婚することに。

## 主な登場人物
・メインキャラクター
- 片山義太郎 - 警視庁捜査一課のダメ刑事。気が弱く、血と美女が苦手。
- 片山晴美 - 義太郎の妹。いつも事件に首を突っ込む。
- 石津刑事 - 晴美に恋をする猫嫌いの刑事。目黒署所属。
- ホームズ - 三毛猫。鋭い推理力を持つ。
- 栗原警視 ｰ 警視庁捜査一課長。難しい事件ほど元気になる。
- 南田 ｰ ベテランの検視官。いつも冗談を言ってから仕事をする。

・事件関係者
- 山川広治 ｰ 被害者。謎の若い女と共に海に転落した車から発見される。
- 火枝みゆき ｰ 広治の姉。捜査の過程で、片山と婚約することになる。
- 火枝あずさ ｰ みゆきの双子の姉。家族に内緒で、若いミュージシャンと付き合っている。
- 火枝貴代 ｰ 大財閥〈火枝産業グループ〉のトップで、みゆきたちの母親。やや高慢。
- 火枝貴恵 ｰ 火枝家の長女。家からほとんど出ず、たいていは母親に付き添っている。
- 火枝正高 ｰ 火枝家の長男。いつも母親にびくびくしている。
- 田崎 ｰ 貴代の秘書。貴代の右腕となって働く。
- 神山ユリカ ｰ 詐欺師。杉山と手を組み、不特定多数の男から付き合っていると見せかけ、カードや現金を騙し取っている。
- 杉山 ｰ 詐欺師。ユリカを使い詐欺を働く。借金がある。

## 書誌情報
- 『三毛猫ホームズの心中海岸』（光文社カッパノベルス、1993年07月） ISBN 4-334-07053-1
- 『三毛猫ホームズの心中海岸』（光文社光文社文庫、1996年12月） ISBN 4-334-72323-3
- 『三毛猫ホームズの心中海岸』（角川書店角川文庫、2001年05月） ISBN 4-04-187955-8
- 『三毛猫ホームズの心中海岸 新装版』（光文社光文社文庫、2017年01月11日） ISBN 978-4-334-77412-7